# Efeito Pigmaleão
Efeito Pigmaleão (também chamado efeito Rosenthal) é, em psicologia, o fenômeno em que, quanto maiores as expectativas que se têm relativamente a uma pessoa, melhor o seu desempenho.
É o efeito de nossas expectativas e percepção da realidade na maneira como nos relacionamos com ela, como se realinhássemos a realidade de acordo com as nossas expectativas em relação a ela.
O poeta romano Ovídio, que viveu no início da era cristã, escreveu sobre o escultor Pigmalião, que se apaixonou pela própria estátua e foi premiado pela deusa Vênus, que lhe deu vida. O polemista e dramaturgo irlandês George Bernard Shaw, escreveu sobre esse tema na peça Pigmalião, posteriormente adaptada para o musical My Fair Lady, história de uma florista que se transforma em lady porque alguém a viu como tal, fazendo aflorar a lady que já existia dentro dela.
O efeito Pigmalião foi assim nomeado por Robert Rosenthal e Lenore Jacobson, destacados psicólogos americanos, que realizaram um importante estudo sobre como as expectativas dos professores afetam o desempenho dos alunos. Segundo os autores, professores que têm uma visão positiva dos alunos tendem a estimular o lado bom desses alunos e estes devem obter melhores resultados; inversamente, professores que não têm apreço por seus alunos adotam posturas que acabam por comprometer negativamente o desempenho dos educandos.
Fenômeno semelhante foi estudado por Robert K. Merton, que o chamou profecia auto-realizável, porque quem faz a profecia é, na verdade, quem a faz acontecer.
Na gestão, a profecia auto-realizável foi apresentada em célebre estudo de Douglas McGregor, na década de 1960, que mostrou que a expectativa dos gerentes afeta o desempenho dos empregados: quando o gerente espera coisas positivas deles, essas tendem a vir; quando tem expectativas negativas, elas provavelmente também serão confirmadas. Em termos práticos, se alguém vê o outro como "difícil", não-colaborador ou mesmo como "inimigo", tende a agir como se o outro realmente fosse assim, levando-o a fechar-se para a colaboração e a tornar-se parecido com a imagem criada. Portanto, segundo McGregor, quem tem expectativas ruins sobre os outros, não acredita neles ou não vê suas qualidades, costuma colher o pior dessas pessoas; já quem tem expectativas positivas, tende a obter o melhor de cada uma delas.

## Pesquisa de Robert Rosenthal e Lenore Jacobson
Em um estudo em 1968, os alunos de uma escola primária da Califórnia foram submetidos a um teste de QI no início do ano pelos pesquisadores Robert Rosenthal e Lenore Jacobson, da Harvard University.
Eles reuniram os professores da escola e lhes informaram que 20% das crianças haviam conseguido grandes pontuações e garantiram que esses alunos iriam crescer academicamente naquele ano, obtendo resultados muito melhores do que os seus colegas. Os nomes das crianças foram informados aos professores, porém elas não foram avisadas.
No final do ano, todos os estudantes fizeram o mesmo teste de QI utilizado no início do estudo. Aqueles 20% tiveram realmente uma performance significativamente melhor.
Porém Rosenthal e Jacobson haviam mentido aos professores no início do ano, e os alunos apontados como os mais promissores não obtiveram um desempenho melhor do que os outros naquele primeiro testes. Os nomes foram escolhidos de forma aleatória.
Os pesquisadores concluíram que o que aconteceu foi que, ao elevarem suas expectativas sobre aqueles alunos, os professores mudaram sua atitude em relação a eles, se tornando mais encorajadores, receptivos e envolvidos com seu aprendizado. Isso criou um clima de afetividade, cumplicidade, entusiasmo e confiança que influenciou positivamente o desempenho deles.